# Nótt
Pour les articles homonymes, voir Nuit (homonymie).
Nótt (qui signifie en français : Nuit) est une divinité de la mythologie nordique.
Elle est la personnification de la Nuit, dans la mythologie nordique.

## Biographie
Son origine et sa nature sont décrits par Snorri Sturluson dans l’Edda de Snorri.
| Nörfi eða Narfi hét jötunn er bygði í Jötunheimum. Hann átti dóttur er Nótt hét. Hon var svört ok døkk sem hon átti ætt til. Hon var gipt þeim manni er Naglfari hét. Þeira sonr hét Uðr. Því næst var hon gipt þeim er Annarr hét. Jörð hét þeira dóttir. Síðarst átti hana Dellingr, var hann Ása ættar. Var þeira sonr Dagr. Var hann ljóss ok fagr eptir faðerni sínu. | Il était un géant qui habitait aux Iotunheimar et qui s'appelait Nörfi ou Narfi. Il avait une fille appelée Nótt, laquelle était noire et sombre, comme la race dont elle était issue. Elle fut mariée à Naglfari, et ils eurent un fils qui fut appelé Aud. Ensuite elle fut mariée à Anar, et la fille qu'ils eurent fut appelée Jörd. En dernier lieu elle fut donnée en mariage à Delling, qui appartenait à la race des Ases : ils eurent un fils, qui fut appelé Dag et qui était brillant et beau, à l'instar de son père. |

| Þá tók Allföðr Nótt ok Dag, son hennar, ok gaf þeim tvá hesta ok tvær kerrur ok setti þau upp á himin, at þau skulu ríða á hverjum tveim dœgrum umhverfis jörðina. Ríðr Nótt fyrri þeim hesti er kallaðr er Hrímfaxi, ok at morni hverjum døggvir hann jörðina af méldropum sínum. Sá hestr er Dagr á heitir Skinfaxi, ok lýsir allt lopt ok jörðina af faxi hans. | Alfadr prit alors Nótt et Dag, son fils : il leur donna deux chevaux et deux chars, et les plaça en haut dans le ciel en leur enjoignant de chevaucher chaque jour autour de la terre. Nótt vient en tête montée sur le coursier qui est appelé Hrímfaxi, et, chaque matin, ce dernier couvre la terre de rosée avec l'écume qui dégoutte de son mors. Le cheval que possède Dag s'appelle Skinfaxi, et, de sa crinière, il éclaire l'air tout entier ainsi que la terre. |

L'ordre de passage de Nótt et de Dag est remarquable : le jour succède à la nuit. Ainsi, Tacite notait au sujet des Germains : « Ils ne comptent pas, comme nous, le nombre des jours, mais celui des nuits ; c'est ainsi qu'ils fixent les rendez-vous, les assignations ; pour eux, la nuit précède le jour. »
Bien que Nótt soit un mot commun que l’on retrouve dans plusieurs poèmes de l’Edda, il est difficile de savoir quand le poète avait la personnification de la Nuit en tête.

## Famille

### Mariage et enfants
D'une première union avec Naglfar, elle eut : 
- Aud

D'une deuxième union avec Anar, elle eut : 
- Jörd

D'une troisième union avec Delling, elle eut : 
- Dag